# Misha Bolourie

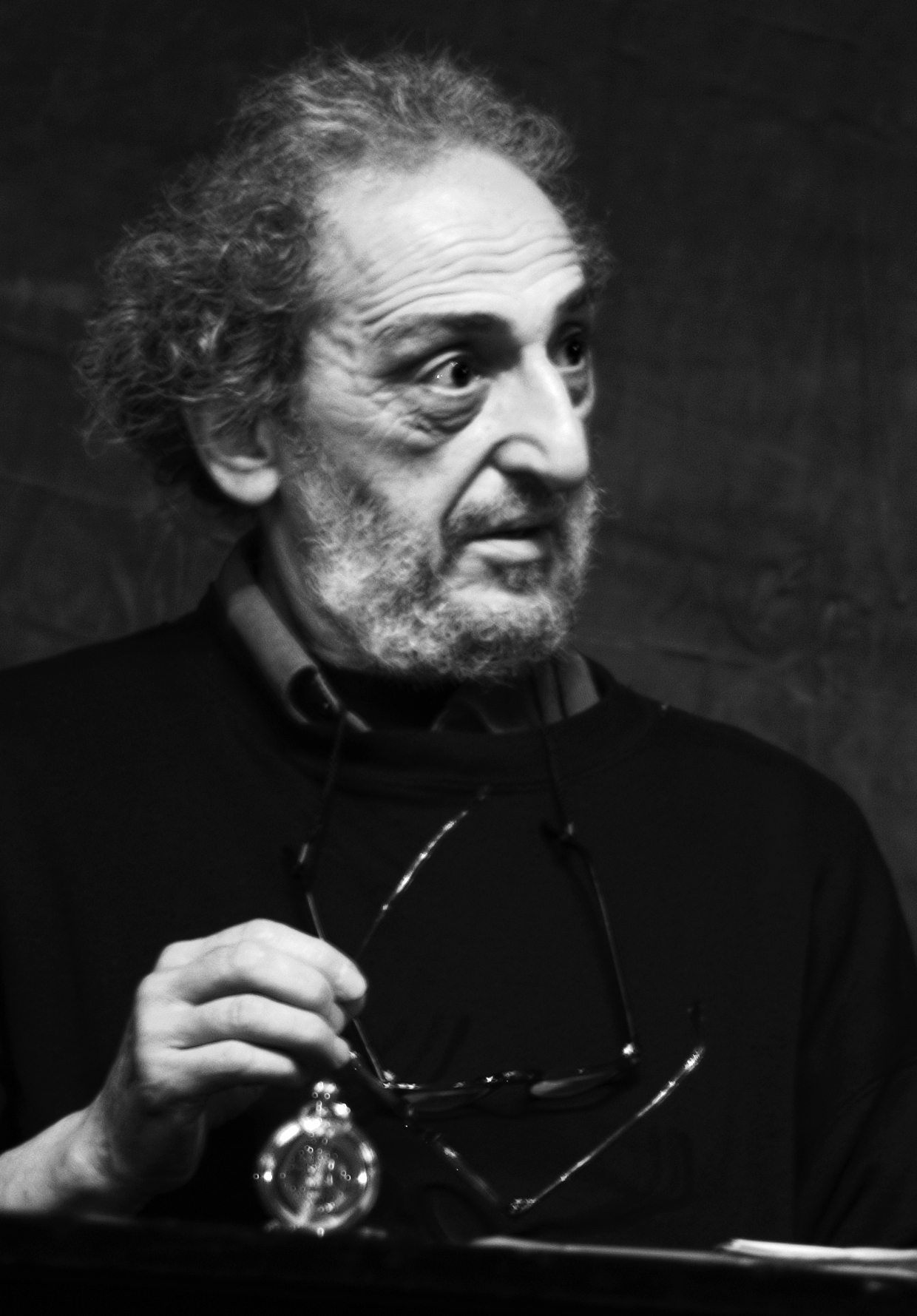
Misha Bolourie

Misha Bolourie (persisch میشا بلوری, aserbaidschanisch Mişa Büluri; * 1948 in Täbris, Provinz Ost-Aserbaidschan im Iran) ist ein deutsch-iranischer Aktionskünstler, Maler und Lyriker.

## Leben
Bolourie schrieb bereits mit fünf Jahren seine ersten Gedichte und malte erste Bilder. Er besuchte von 1964 bis 1966 die Kunstschule in Täbris und studierte dann an der Kunsthochschule in Teheran. Hier wurde er für die Untergrundbewegung gegen das Schah-Regime aktiv. Er veröffentlichte anonym revolutionäre Gedichte und las vor Studenten und jungen Schriftstellern. Die Verurteilung und Hinrichtung mehrerer Mitglieder des Widerstandes als Terroristen bildete die Grundlage des Projektes „Wir Terroristen“.
1979 reiste Bolourie nach Deutschland aus, wo er in oppositionellen iranischen Zeitschriften politische Artikel publizierte. Zwischen 1982 und 1986 arbeitete er mit behinderten und nicht behinderten Kindern im Hamburger Atelier. 1989 erhielt er ein Stipendium der Hamburger Stiftung zur Förderung von Wissenschaft und Kultur zur Förderung seines Projektes „Wir Terroristen“. Seit 1995 arbeitete er an dem Lichtprojekt „100.000 Lichter für 100.000 Kinder, die jeden Tag sterben“, das im August 1996 auf der Kölner Domplatte aufgeführt wurde.

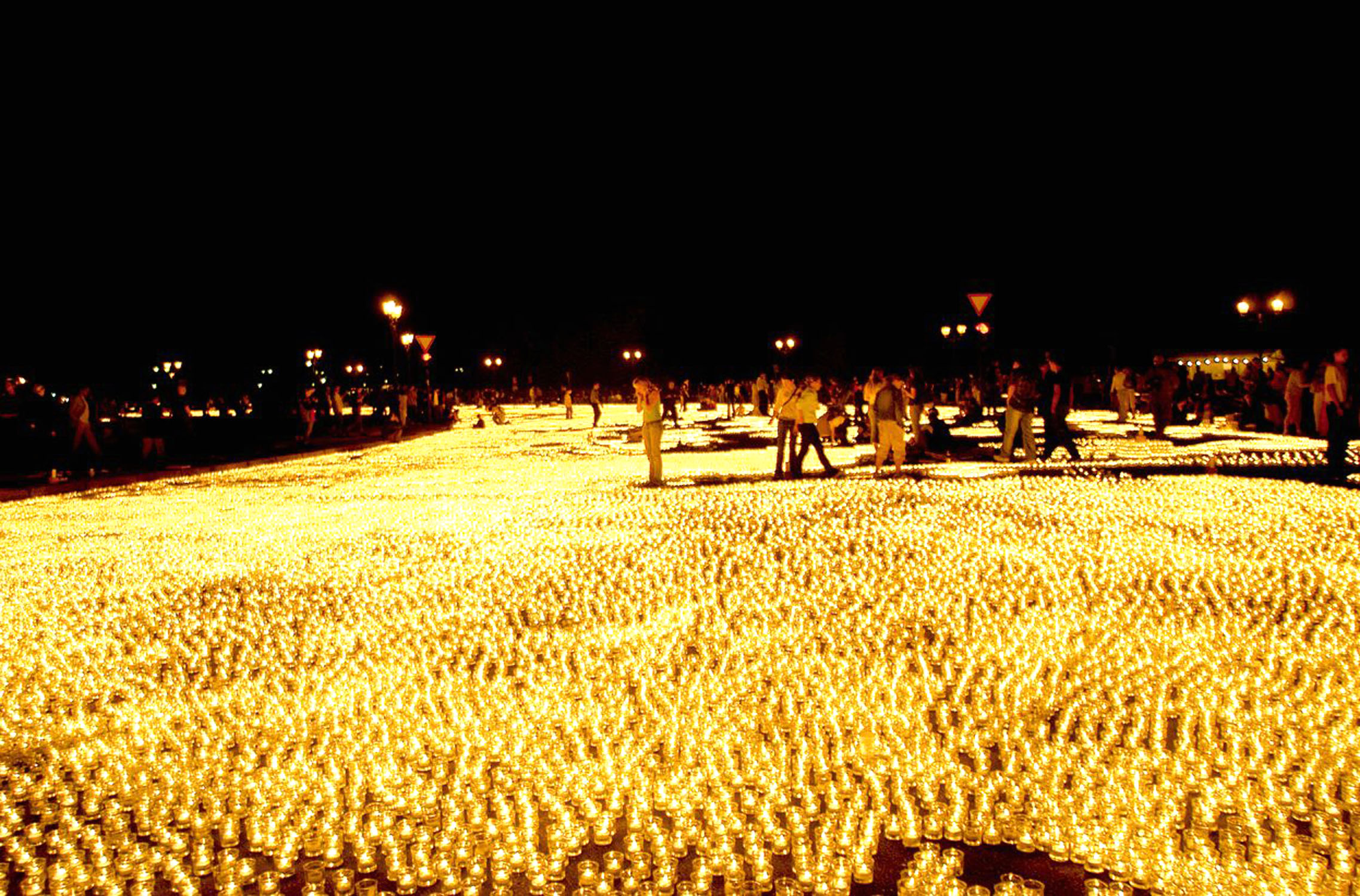
Eine Million Lichterstadt 2004

Am 20. August 2004 wurden im Rahmen des Projektes „Eine Million Lichterstadt Berlin“ auf Initiative von World Vision Deutschland rund um die Siegessäule in Berlin von fünftausend Schülern Berliner Schulen eine Million Kerzen entzündet und aufgestellt. Zahlreiche Fernsehsender und die Presse haben das Projekt weltweit übertragen. Die Zuschauerquote allein in Deutschland lag bei 22,7 Millionen. Die Aktion wurde von einer Klangkomposition Simon Stockhausens begleitet.
Bolouries neuestes Projekt „Percussion Cosinus X3“ ist 2009 im Rahmen der Initiative „Deutschland – Land der Ideen“ ausgezeichnet worden. Es ist eine Komposition aus Kunst, Musik und Sprache und wird am Weltfriedenstag, dem 21. September 2011, an der Berliner Siegessäule realisiert.

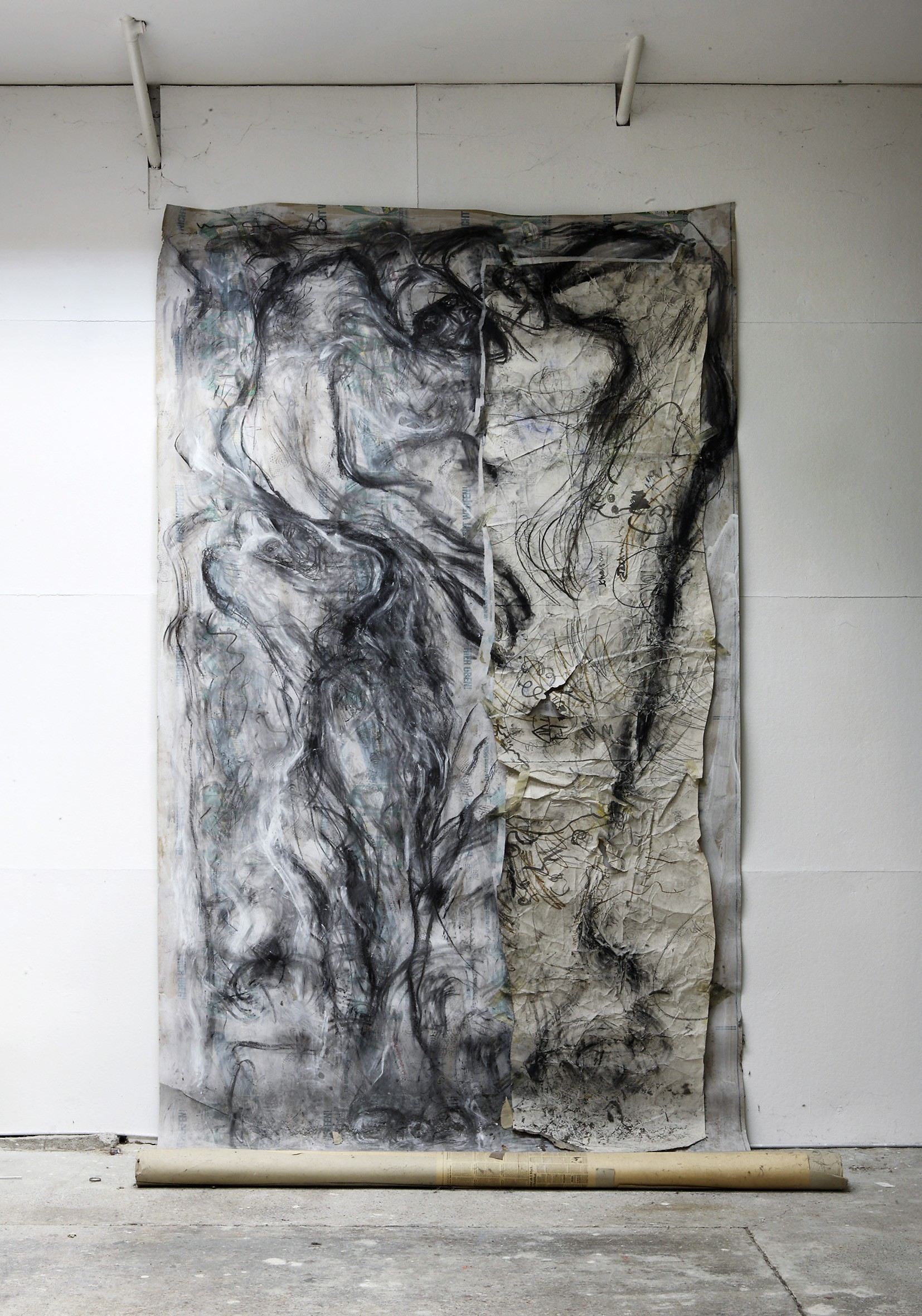
Zeichnung aus Zyklus Grosse und grossartige Zeichnungen

## Kunst
Die Werke Bolouries bestehen aus mehreren Zyklen, die zeitgenössische Geschichten vermitteln. „Große und großartige Zeichnungen“ sind Staubbilder, gezeichnet mit Kohle und Pigmenten auf Papier (600 × 250 cm). Gewaltsame eruptive Bilder, Zeichnungen und Skizzen (600 × 300 cm) über die Geschichte „Rubens in St. Pauli“ ergeben eine verblüffende und nicht unmittelbar einleuchtende Kombination.

## Werke
Gemälde-, Zeichnungen und Skulpturenzyklen
- Rubens in St. Pauli (1984–2010)
- Große und großartige Zeichnungen (1988–2009)
- Goethe und die Liebe, Goethe, Frauen und die Schönheit (1999)
- Aus der Stahlzeit (1989–2002)
- Ich, meine Welt und meine Umwelt (1990–1991)
- Gedanken hinter dem Gitter (1981–91)
- Ein Schach-Ensemble (1987)
- Rötlich Bläulich (1986)
- Europa (1984–85)
- Christus und die Akte (1984–85)
- Fast Schwarz und Weiß (1984–85)

Künstlerische Aktionen

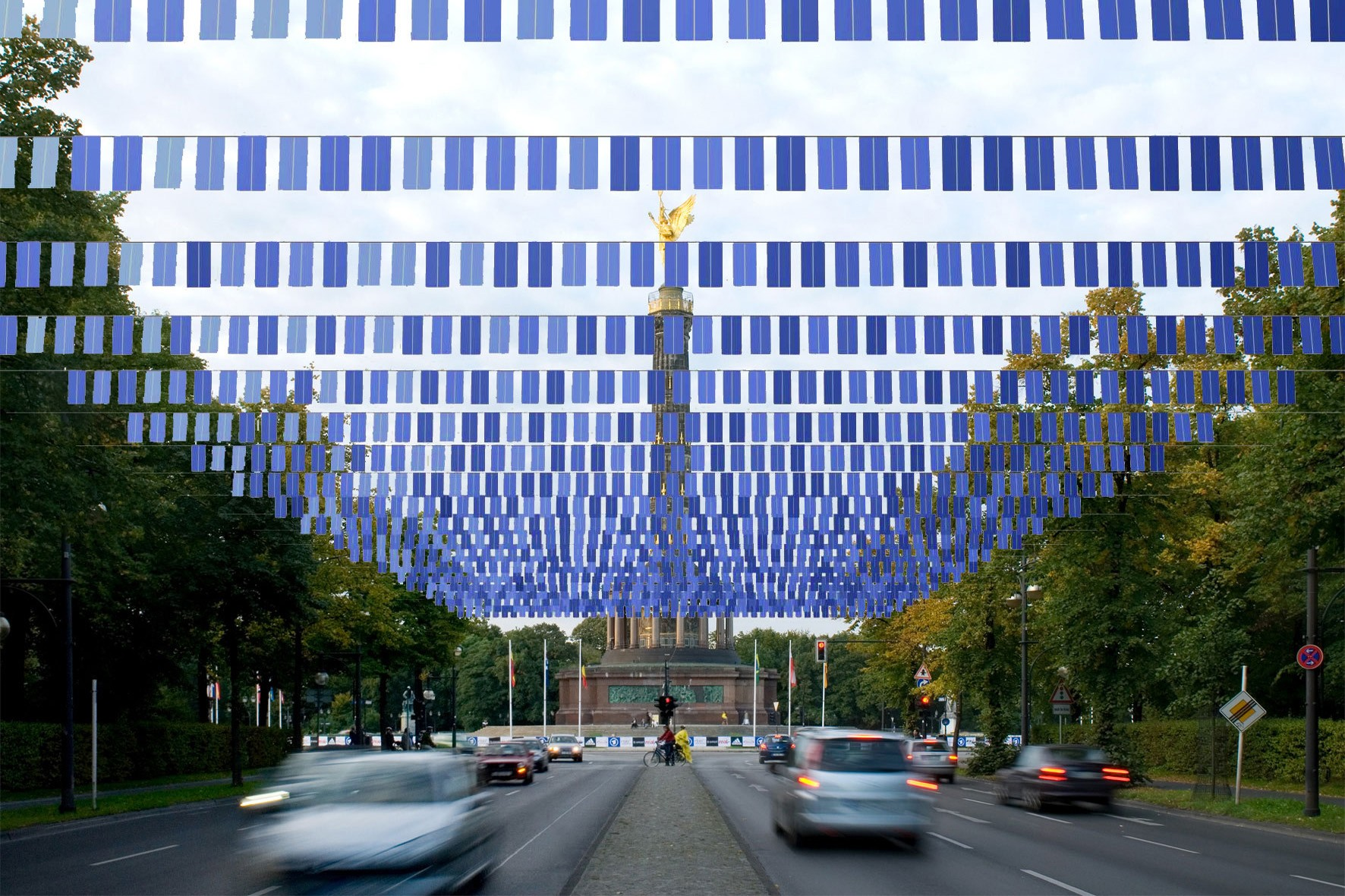
Entwurf für Percussion Cosinus X3 2010

- Percussion Cosinus X3 (2011), Eine Klanginstallation an der Berliner Siegessäule zum internationalen Tag des Friedens am 21. September 2011
- Doppelgänger Performance (2001), Atelier Misha Bolourie Berlin
- Trauerfeier einer Natur (1993), 1.000 m³ Installation mit kranken Baumstämmen, Rudolfplatz Köln
- Hier habe ich die Bürokratie gehängt (1989), zweiteilige Installation im Berliner Regierungsviertel
- Ein Schach-Ensemble (1987), 16 neue Schachspiele, Rauminstallation und Performance

## Verein Kulturpate e. V.
Seit 2002 entwickelt Misha Bolourie grenzüberschreitende zeitgenössische Projekte in Kunst, Kultur und Gesellschaft für Kinder und Jugendliche. 2003 wurde auf Initiative Bolouries in Berlin der Verein Kulturpate e. V. gegründet, der Projekte und Werkstätten für zeitgenössische Kunst und Kultur für Kinder und Jugendliche veranstaltet.

### Projekte und Werkstätten
- HerbstLiteratur / ich bin ein dichter, Werkstätten für Literatur von Kindern – gelesen von ihnen selbst, im Berliner Ensemble und im Literaturhaus Berlin, jährlich seit 2004
- WinterKlänge / traffic…, Installation/Inszenierung mit neuen Instrumenten / neuen Geräuschen – Kammerkonzertsaal der Philharmonie Berlin. Aufführung am 9. Mai 2008
- traffic II, Installation/Inszenierung mit neuen Instrumenten / neuen Geräuschen / neuem Tanz. Aufführung 2010
- Schreibdiele Berlin, Wettbewerb und Schreibwerkstatt mit Teilnehmern aus Osteuropa
- Raumfinder & Stadtbauer, Architektonische Werkstätten (Phantasiewelten der Kinder)
- Das muss ich dir erzählen, zeitgenössische Literatur von drei Generationen, seit 2009
- SommerTheater, Schreib- und Theaterwerkstatt für Jugendliche, seit 2009
- FrühlingsBilder, Bildende-Kunst-Werkstätten für Jugendliche
- Stimme in die Stadt, Open-Air-Literatur, 2011